# 王春英
王春英（1969年12月—），女，中华人民共和国政治人物、银行家。

## 生平
1969年12月，王春英出生。1988年，王春英进入吉林大学国际经济系国际经济专业学习。2000年3月，王春英取得日本埼玉大学政策科学专业硕士学位，2001年1月取得中国人民大学世界经济专业硕士学位。
1992年大学毕业后，王春英被分配至国家外汇管理局工作，2008年12月王春英出任国际收支司副司长，2016年2月升任司长，2018年7月兼任国家外汇管理局总经济师，2020年6月升任国家外汇管理局副局长、党组成员兼新闻发言人。
2024年8月，王春英调任中国进出口银行党委副书记，同年10月21日兼任副董事长、行长，成为中国进出口银行首位女行长。